# Changwat

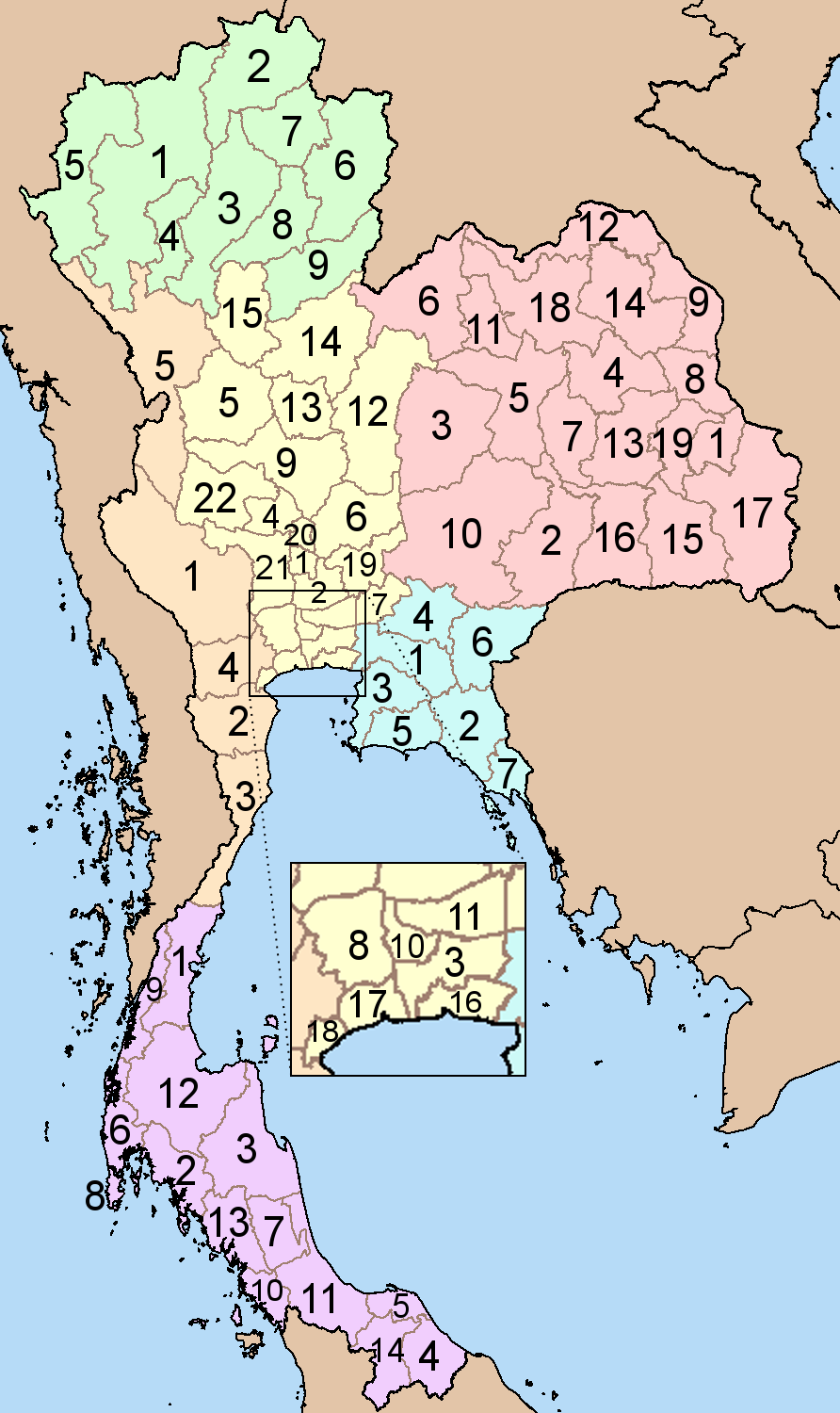
Thailands 76 Provinzen und die Metropole Bangkok (zusammengefasst zu 6 Regionen)

Changwat (Thai: จังหวัด, Aussprache: [ʨaŋwàt]) ist die thailändische Bezeichnung für Provinz, sie ist in Thailand die höchste Verwaltungseinheit unterhalb der Zentralregierung.

## Gliederung

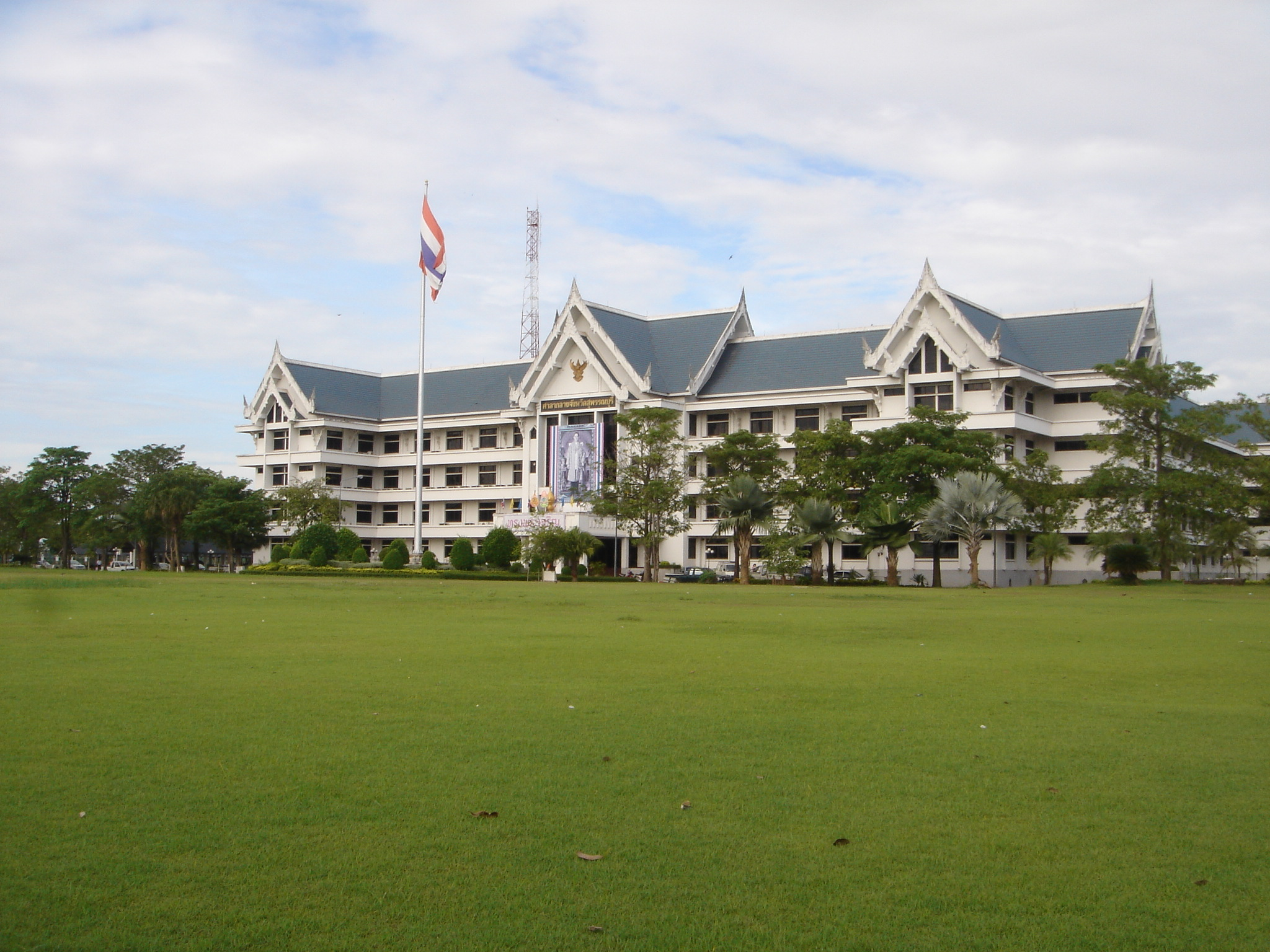
Sitz der Provinzverwaltung (Sala klang Changwat) von Suphanburi

Thailand ist in 76 Changwat (Provinzen) und Krung Thep Maha Nakhon (die Metropole Bangkok) gegliedert, die jeweils von einem Gouverneur geleitet werden. Der Gouverneur einer Provinz ist ein Beamter, der vom Innenminister bestimmt wird. Da Thailand ein Einheitsstaat ist, haben die Provinzen keine Bundesstaatlichkeit und keine demokratisch gewählten Organe, sondern dienen ausschließlich der Ausführung von Vorgaben der Zentralregierung. Der Gouverneur koordiniert die Tätigkeit der Behörden und Beamten verschiedener Ministerien der Zentralregierung auf dem Gebiet seiner Provinz. Er übt außerdem die Aufsicht über die nachrangigen Verwaltungseinheiten aus. Sitz der Provinzverwaltung ist die Sala klang Changwat („Provinzhalle“).
Die Changwat sind nach der jeweiligen Provinzhauptstadt benannt, die in der Regel auch die größte Stadt der Provinz ist (eine beachtenswerte Ausnahme ist die Provinz Songkhla, deren größte Stadt Hat Yai ist). Die Changwat werden weiter in Amphoe (Landkreise) unterteilt, diese wiederum in Tambon (Gemeinden) und schließlich Muban (Dörfer).
Thailands Hauptstadt Bangkok ist dagegen keine Provinz, sondern eine Metropole. Dort gibt es einen gewählten Gouverneur und Rat, die bestimmte lokale Angelegenheiten eigenverantwortlich entscheiden können. Die Metropole Bangkok wird aber manchmal als 77. Provinz aufgeführt, da sie den gleichen Status wie eine Provinz besitzt.
Die Flächengröße der Changwat variiert zwischen 417 km² (Samut Songkhram, etwa so groß wie Wien oder das Bundesland Bremen) und 20.494 km² (Nakhon Ratchasima, etwa wie Sachsen-Anhalt). Die Bevölkerungszahlen rangieren zwischen 180.000 (Ranong, etwa so viele wie der Kanton Neuenburg) und 2,6 Millionen (Nakhon Ratchasima, etwa wie Brandenburg). Die Hauptstadt Bangkok hat 5,7 Millionen Einwohner (etwa so viele wie Hessen).
Die Provinzen werden zu verschiedenen verwaltungstechnischen, statistischen und geographischen Zwecken zu größeren Regionen (thailändisch ภาค, RTGS Phak) oder Gruppen (thailändisch กลุ่ม, RTGS Klum) zusammengefasst. Hier hat sich aber keine einheitliche Zuordnung durchgesetzt, sodass diese größeren Einheiten keine über den jeweiligen Verwendungsbereich hinausgehende Bedeutung entfalten.

## Geschichte
Die meisten Provinzen gehen auf lokale, tributpflichtige Fürstentümer oder Stadtstaaten (Müang) aus der Zeit vor dem 18. Jahrhundert zurück. Unter dem ersten Innenminister Thailands, Prinz Damrong Rajanubhab, wurde in der Zeit von 1892 bis 1915 die administrative Struktur modernisiert und vereinheitlicht. Aus dem bis dahin oftmals vererbten Titel des Provinz-Gouverneurs wurde eine von der Zentralregierung ernannte und bezahlte Position. Mehrere kleine Provinzen wurden Nachbarprovinzen hinzugefügt, sowie als weitere Verwaltungseinheit die Monthon eingeführt, die mehrere Provinzen umfassten. Letztere wurden nach dem Übergang Thailands zur konstitutionellen Monarchie 1932 wieder abgeschafft.
Die neueste Provinz ist Bueng Kan. Sie wurde im Jahr 2011 aus der Provinz Nong Khai ausgegliedert.

## Provinz-Verwaltungsorganisationen
Von den Provinzen als Einheiten der auf die Zentralregierung ausgerichteten Provinzverwaltung zu unterscheiden sind die „Provinz-Verwaltungsorganisationen“ (thailändisch องค์การบริหารส่วนจังหวัด, kurz อบจ., Ongkan Borihan suan Changwat; englisch Provincial Administrative Organization, PAO). Obwohl ihr Zuständigkeitsbereich jeweils deckungsgleich mit einer Provinz ist, sind sie organisatorisch kein Bestandteil der Verwaltungseinheit Changwat und haben mit dieser kaum Überschneidung in ihren Aufgabenbereichen. Als Einheiten der Lokalverwaltung verfügen sie über demokratisch gewählte Organe: einen Rat mit – je nach Einwohnerzahl – 24, 36, 42 oder 48 Mitgliedern und einen Exekutivausschuss, dessen Vorsitzender direkt vom Volk gewählt wird und der zwei bis vier weitere Mitglieder (Stellvertreter) benennt. Die PAO können bestimmte lokale Angelegenheiten (vor allem Baumaßnahmen) eigenverantwortlich regeln.